# Matua
Matua Forster, 1979 è un genere di ragni appartenente alla famiglia Gnaphosidae.

## Distribuzione
Le due specie note di questo genere sono state reperite in Nuova Zelanda.

## Tassonomia
Le caratteristiche di questo genere sono state determinate sulla base delle analisi effettuate sugli esemplari di Matua valida Forster, 1979.
Non sono stati esaminati esemplari di questo genere dal 2007.
Attualmente, a ottobre 2015, si compone di due specie:
- Matua festiva Forster, 1979 — Nuova Zelanda
- Matua valida Forster, 1979[2] — Nuova Zelanda